# Musca lanio
Musca lanio är en tvåvingeart som först beskrevs av Georg Wolfgang Franz Panzer 1798.  Musca lanio ingår i släktet Musca och familjen spyflugor.
Artens utbredningsområde är Österrike. Inga underarter finns listade i Catalogue of Life.